# Impasse Raffet
L'impasse Raffet est une voie piétonne située dans le quartier d'Auteuil du 16e arrondissement de Paris.

## Situation et accès

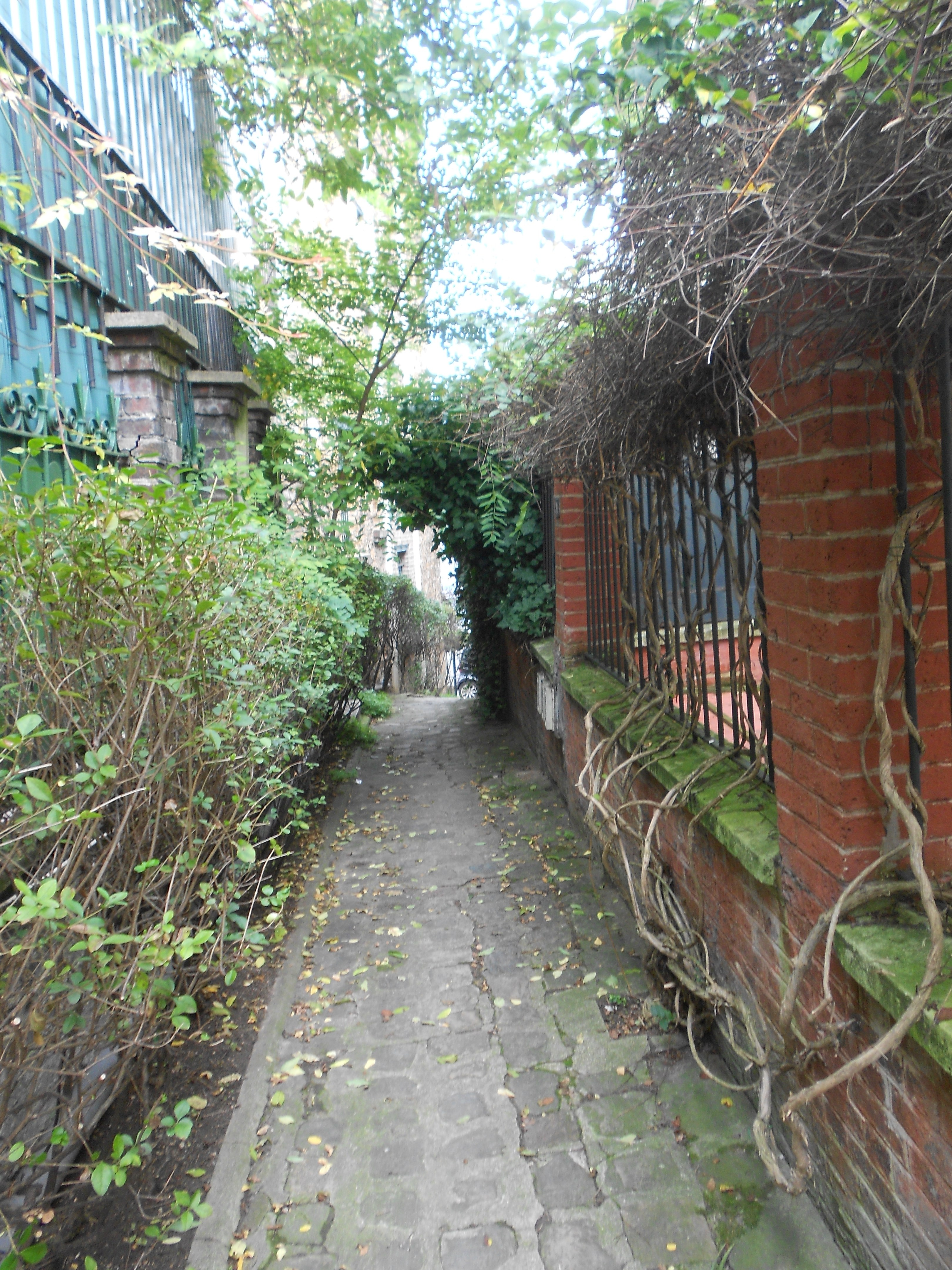
Vue intérieure de l'impasse.

L'impasse Raffet est une voie privée située dans le 16e arrondissement de Paris. Elle débute au 13, rue Raffet et se termine en impasse. En pente, elle est large de 1,5 mètre et longue de 30 mètres.
La rue est desservie au plus proche, dans l'avenue Mozart, par la ligne 9 à la station Jasmin.

## Origine du nom

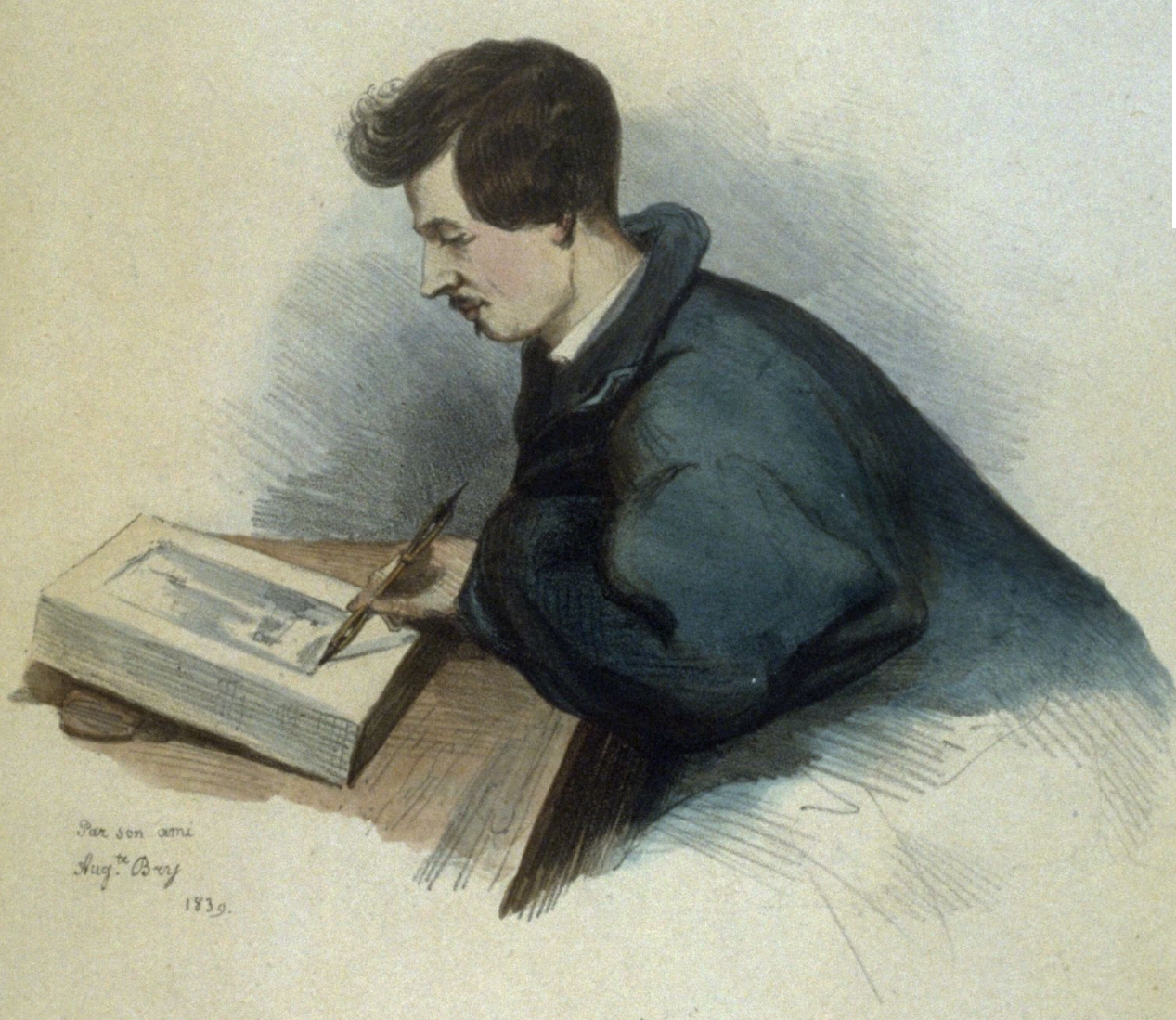
Portrait d’Auguste Raffet.

Elle doit son nom au peintre et lithographe Denis Auguste Marie Raffet (1804-1860).

## Historique
Cette impasse s'est appelée « ruelle de la Cure » avant de prendre sa dénomination actuelle.
En 1937, l’impasse est décrite comme une sorte de garage à ciel ouvert pour les automobilistes de passage. 

## Bâtiments remarquables et lieux de mémoire
- No 21 : le 17 juin 1931 est organisée à cette adresse une grande fête de nuit, sous la présidence de l’ambassadeur des États-Unis, au profit de l’œuvre des Tout-Petits[3].
- No 23 : villa Jasmin.